# Coelonia
Coelonia é um gênero de mariposa pertencente à família Bombycidae. O género foi descoberto em 1903 por Walter Rothschild e Karl Jordan.